# Ticinonews

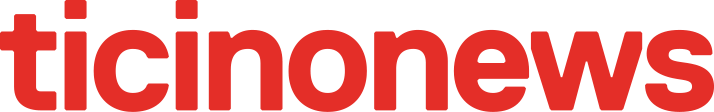
IL TICINO IN DIRETTA

Ticinonews è un sito d'informazione della Svizzera italiana nato nel 1999 e dal 2020 un programma televisivo e radiofonico in onda quotidianamente su Radio3i e TeleTicino. È di proprietà del Gruppo Corriere del Ticino.

## Storia
Il portale informativo nasce il 28 novembre 1999 da un'idea di Filippo Giani. Inizialmente il dominio di riferimento era ticinonews.com, divenuto .ch in seguito. Ticinonews faceva capo alla società Mediatre e offriva informazioni sul Ticino, gossip, curiosità, blog e diverse innovative occasioni di incontro interattivo.
Nel 2007 Ticinonews viene rilevato da TeleTicino e si insedia a Melide. La direzione è affidata a Marco Bazzi. Il progetto mira a trasformarlo nella piattaforma dell'informazione prodotta da TeleTicino e Radio3i.
Nel 2008 viene costituita la società Ticinonews SA che verrà poi trasformata in MediaTI Web SA nel 2014. La testata, già dal 2011, entra nell'orbita del Gruppo Corriere del Ticino.
Dal 2012 al 2017 il sito è diretto da Prisca Dindo.
Nel 2017, e per un periodo di tre anni, la redazione si trasferisce a Muzzano sotto la guida di Paride Pelli.
Nel 2020 il sito torna a Melide sotto la direzione di Sacha Dalcol. 
Nel mese di maggio del 2020 Ticinonews subisce un importante rilancio. 
Dal 31 agosto 2020 il sito dà il nome alla fascia informativa in onda quotidianamente su Radio3i e TeleTicino tra le 18 e le 19. Dal settembre del 2021 tutta l'informazione delle due emittenti rientra sotto il cappello di Ticinonews. 
Il 10 agosto 2022 viene aggiornata l’impostazione grafica del sito. 

## Organizzazione
- Sacha Dalcol, direttore responsabile
- Filippo Suessli, vicedirettore
- Lara Sargenti, caporedattrice
- Andrea Scolari, giornalista
- Ginevra Benzi, praticante giornalista
- Daniele Coroneo, praticante giornalista
- Thomas Schürch, praticante giornalista

### Organizzazioni precedenti
- 2017-2019, direttore: Paride Pelli - caporedattore: Mattia Sacchi
- 2012-2017, direttrice: Prisca Dindo - caporedattore: Andrea Stern
- 2007-2012, direttore: Marco Bazzi - caporedattore: Joe Pieracci
- 1999-2007, direttore: Filippo Giani

## Collegamenti
1. ↑  (IT) La storia di Ticinonews, su ticinonews.ch, 1º gennaio 2013. URL consultato il 3 marzo 2021.
2. ↑   DV Bern AG, MediaTi Web SA, su Ufficio del registro di commercio del Cantone Ticino. URL consultato il 3 marzo 2021.
3. ↑  (IT) «Noi siamo cambiati»: Ticinonews.ch si rifà il look, su cdt.ch, 25 maggio 2020. URL consultato il 3 marzo 2021 (archiviato dall'url originale il 1º marzo 2021).
4. ↑   Uno studio tutto nuovo per TeleTicino. La presentazione in diretta televisiva: svelati i palinsesti, su Libera TV, 27 agosto 2020. URL consultato il 3 marzo 2021.

## Pagina web
www.ticinonews.ch